# 피파 미들턴
필리파 샬럿 "피파" 미들턴(영어: Philippa Charlotte "Pippa" Middleton, 1983년 9월 6일 ~ )은 영국의 컬럼니스트, 작가, 사교계 명사이다. 콘월과 케임브리지 공작부인 캐서린의 여동생이다. 2011년 4월 29일 윌리엄 왕자와 캐서린의 결혼식 때 언니인 신부의 들러리를 섰다.

## 어린 시절
피파 미들턴은 1983년 출생으로 세 남매 가운데 둘째로 태어났으며, 부친 마이클 미들턴은 영국 항공의 운항 관리원이었으며, 모친 캐롤은 항공 승무원이었다. 부친 마이클 미들턴의 집안은 잉글랜드 요크셔 주 서부에 있는 리즈에서 건너왔으며, 그녀의 증조모인 올리비아 럽톤은 리즈에서 오랫동안 활동해온 상인 집안의 여식이었다. 모친 캐롤 미들턴의 외가는 더럼주에서 건너온 근로자와 광부 출신 집안이다. 동생인 제임스 미들턴(1987년 출생)은 현재 회사원으로 일하고 있다.

## 성년 이후

### 왕실 결혼

피파 미들턴의 문장.

2010년 11월 16일 피파 미들턴의 언니 캐서린 미들턴의 약혼식이 거행되었다. 이때 피파 미들턴은 언니의 들러리를 섰다. 결혼식에서 피파 미들턴의 몸에 딱 맞은 하얀색 드레스는 신부인 캐서린 미들턴의 드레스와 마찬가지로 세라 버턴이 디자인한 옷으로 언론으로부터 극찬을 받았다. 상앗빛을 띠고 축면사(縮緬紗)로 만들어진 피파 미들턴의 드레스는 앞은 두건이 달린 외투 형태였고, 뒤는 오간자로 씌워진 단추가 달려있었다.

## 조상
피파 미들턴의 족보를 거슬러 올라가다보면 캐머런의 제6대 영주였던 토머스 페어팩스가 있다.(1475–1520) 피파 미들턴의 조상 중에서 가장 최근의 인물로는 토머스 다비스가 있는데, 그는 영국 성공회의 찬송가 작곡가이자 목사이며, 그의 손녀 올리브 크리스티아나 럽톤은 바로 피파 미들턴의 아버지인 마이클 프랜시스 미들턴의 할머니이다. 피파 미들턴의 외가 쪽 고조부는 존 골드스미스로 1850년 혹스턴의 성 요한 세례자 성당에서 에스더 존스와 결혼하였다.